# João Vasconcelos
Pour les articles homonymes, voir de Vasconcelos, Faria et Gonçalves.
de Vasconcelos Faria Gonçalves est un nom portugais ; le premier nom de famille (d'usage facultatif) est de Vasconcelos et le second est Faria Gonçalves.
João de Vasconcelos Faria Gonçalves, né le 26 février 2005 à Braga, est un footballeur portugais qui joue au poste de milieu offensif au SC Braga.

## Biographie

### Carrière en club
Né à Braga au Portugal, João Vasconcelos est formé par le SC Braga, où il joue avec les moins de 23 ans à partir de la saison 2021-22, quelques mois après la signature de son premier contrat professionnel.

### Carrière en sélection
En juin 2023, João Vasconcelos est convoqué avec l'équipe du Portugal des moins de 19 ans pour participer au Championnat d'Europe des moins de 19 ans qui a lieu en juillet à Malte. Le Portugal atteint la finale de la compétition après sa victoire face à la Norvège (5-0),,.

## Palmarès
Portugal -19 ans
- Championnat d'Europe
  - Finaliste en 2023